# Software médico

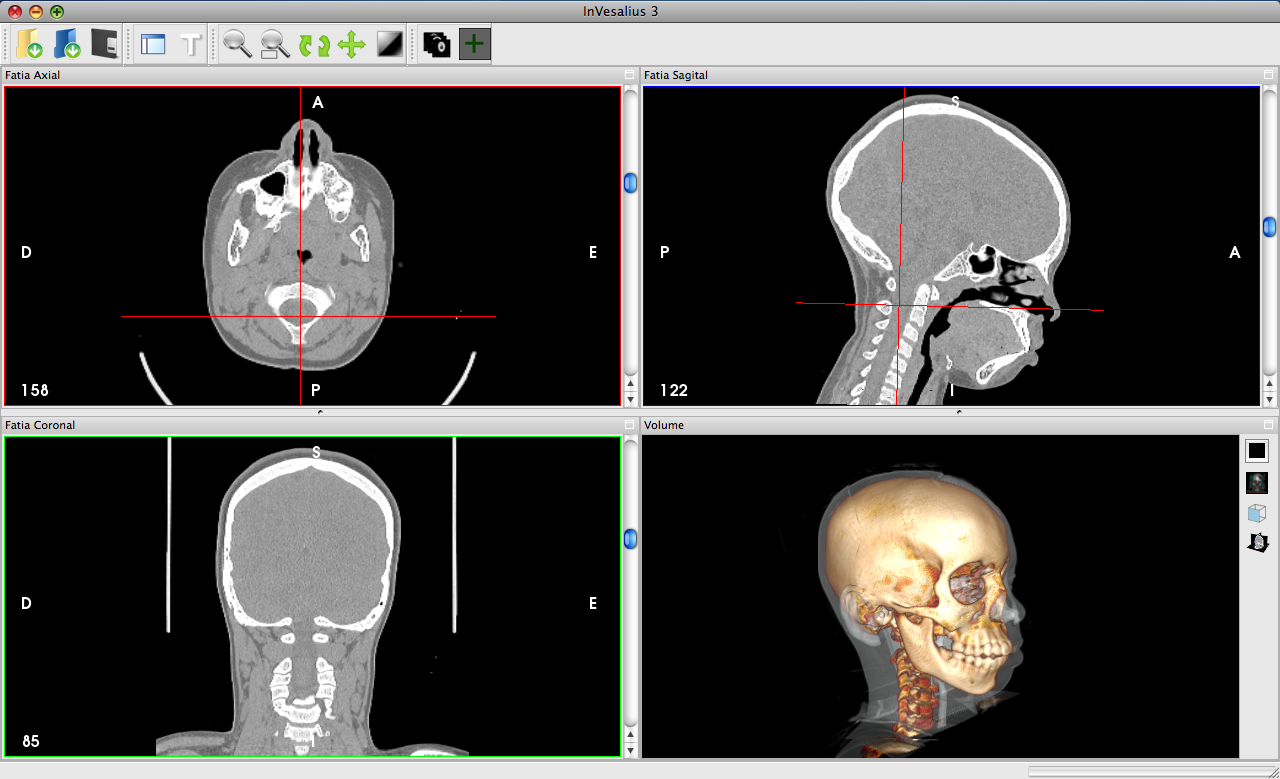
InVesalius, una aplicación libre para la visualización tridimensional de tomografías y resonancias magnéticas.

El término software médico se refiere a aquellos programas informáticos que son utilizados para fines médicos. Se utilizan muchos dispositivos médicos para vigilar o controlar a los pacientes, en su mayoría controlados por software. Estos programas son productos sanitarios y deben cumplir la normativa de los mismos. Nótese que no todos los programas que se utilizan en el entorno médico son productos sanitarios.

## Usos
- Monitores: frecuencia cardíaca, la presión arterial, la tasa de respiración, el uso de software para interpretar la información de sensores y mostrarlo de una manera significativa en un monitor.
- Medicamentos bombas: estos dispositivos están programados para el bombeo de una cierta cantidad de plasma, sangre, solución salina, u otra medicación en un paciente en un determinado tipo. El software proporciona la capacidad para controlar muchos aspectos de los procedimientos de tratamiento.
- Análisis: muchos dispositivos, tales como escáneres CAT, medida de los datos en bruto que es esencialmente de sentido a la gente. Software reinterpreta estos datos para crear las imágenes que los médicos pueden leer y entender.
- Sistemas expertos: una variedad de sistemas expertos que se han creado para indicar lo que se debe hacer. Estos son menos utilizados que las otras cosas que acabó de mencionar.
- Médico de la informática: software para la empresa y de información aspecto de la medicina.
- Terapia de entrega: el software de marcapasos y desfibriladores implantables proporciona tolerancia a fallos, en tiempo real, críticos para la misión de vigilancia de los ritmos cardíacos y la entrega de terapia asociada.
- Médico de la asistencia sanitaria y los programas informáticos educativos: software utilizado como un centro de enseñanza o herramienta de estudio para los profesionales de la salud.
- Software de gestión médica: herramienta a medida o enlatada que permite a través de la actualización de datos llevar a cabo la gestión de entidades dedicadas a la salud, tales como hospitales, sanatorios, clínicas, consultorios, etc. Módulos: turnos, médicos, seguros, farmacia, internación, compras, pagos, facturación, sistemas, pacientes, historia clínica

## Historia
El software médico se ha utilizado al menos desde la década de 1960, cuando la empresa Lockheed consideró el primer sistema computarizado de procesamiento de información en el ámbito hospitalario. A medida que el uso de la informática se volvía más común y útil a fines de los años 70 y 80, el concepto de "software médico" como herramienta para gestionar datos y operaciones en la industria médica, incluyendo en el consultorio médico, se hizo más extendido.
El desarrollo del estándar ISO 9000-3 y la Directiva Europea sobre Dispositivos Médicos en 1993 ayudaron a armonizar un poco las leyes existentes con los dispositivos médicos y su software asociado, y la adición de la norma IEC 62304 en 2006 estableció aún más cómo debe desarrollarse y probarse el software para dispositivos médicos.

## Software para la gestión de la práctica médica (PMS)
Es una categoría de software de salud que se ocupa de las actividades diarias de la práctica médica, incluyendo veterinarios. Construir relaciones sólidas con los pacientes puede parecer complicado en una clínica ocupada, pero es aquí donde la tecnología llega para ayudar. Al automatizar muchos procesos, se puede reducir el estrés del personal y mejorar la calidad del servicio al paciente. Este tipo de software a menudo permite a los usuarios recopilar datos demográficos de los pacientes, programar citas, mantener listas de pagadores de seguros, realizar tareas de facturación y generar informes. El software también ayuda a realizar reservas, registrar pacientes para citas, así como enviar recordatorios de citas por correo electrónico y SMS. 
El PMS a menudo se conecta a sistemas de registros médicos electrónicos (EMR). Aunque alguna información en PMS y EMR se superpone, como los datos del paciente y del proveedor, en general, el sistema EMR se utiliza para ayudar a la práctica en cuestiones clínicas, mientras que el PMS se utiliza para cuestiones administrativas y financieras. Las prácticas médicas suelen contratar a diferentes proveedores para proporcionar sistemas EMR y PMS. La integración del software EMR y PMS se considera uno de los aspectos más desafiantes de la implementación del software para la gestión de la práctica médica.

## Referințe
1. ↑  «Electronic Health Records: A Comprehensive History of EHR Systems». www.nethealth.com. Consultado el 27 de junio de 2025.
2. ↑  «Milestones in the History and Development of Electronic Health Record Systems». www.sprypt.com. Consultado el 27 de junio de 2025.
3. ↑  «When did EHRs begin?». www.elationhealth.com. Consultado el 27 de junio de 2025.
4. ↑  «Requirements of Health Data Management Systems for Biomedical Care and Research: Scoping Review». pmc.ncbi.nlm.nih.gov. Consultado el 27 de junio de 2025.
5. ↑  «Medical device regulation in Europe – what is changing and how can I become more involved?». eurointervention.pcronline.com. Consultado el 27 de junio de 2025.
6. ↑  «Council Directive 93/42/EEC of 14 June 1993 concerning medical devices». www.gmp-compliance.org. Consultado el 27 de junio de 2025.
7. ↑  «IEC 62304 Walkthrough». openregulatory.com. Consultado el 27 de junio de 2025.
8. ↑  «PMS Practice Management System». www.gethealthie.com. Consultado el 27 de junio de 2025.
9. ↑  «Patient Engagement Platform». cortico.health. Consultado el 27 de junio de 2025.
10. ↑  «How does a PMS help with patient record management?». www.peopleqlik.com. Consultado el 27 de junio de 2025.
11. ↑  «Medical Practice Management Software (PMS) Components & its Benefits in Healthcare». www.covetus.com. Consultado el 27 de junio de 2025.